# 6469 Армстронг
6469 Армстронг (1982 PC, 1969 UK1, 1972 NN, 1979 WZ6, 1982 QL, 6469 Armstrong) — астероїд головного поясу, відкритий 14 серпня 1982 року.
Тіссеранів параметр щодо Юпітера — 3,620.